# Liste der Biografien/Suf
Liste der Biografien |
Portal Biografien |
Personensuche
# |
A |
B |
C |
D |
E |
F |
G |
H |
I |
J |
K |
L |
M |
N |
O |
P |
Q |
R |
S |
T |
U |
V |
W |
X |
Y |
Z |
?
 
Sa |
Sb |
Sc |
Sd |
Se |
Sf |
Sg |
Sh |
Si |
Sj |
Sk |
Sl |
Sm |
Sn |
So |
Sp |
Sq |
Sr |
Ss |
St |
Su |
Sv |
Sw |
Sy |
Sz
 
Sua |
Sub |
Suc |
Sud |
Sue |
Suf |
Sug |
Suh |
Sui |
Suj |
Suk |
Sul |
Sum |
Sun |
Suo |
Sup |
Suq |
Sur |
Sus |
Sut |
Suu |
Suv |
Suw |
Sux |
Suy |
Suz
Die Liste der Biografien führt alle Personen auf, die in der deutschsprachigen Wikipedia einen Artikel haben. Dieses ist eine Teilliste mit 23 Einträgen von Personen, deren Namen mit den Buchstaben „Suf“ beginnt.

## Suf

### Sufa
- Sufa, Silvestre, osttimoresischer Politiker
- Sufaat, Imam (* 1955), indonesischer General, Chef des Stabes der Luftstreitkräfte

### Sufe
- Sufenas Severus, Publius, römischer Suffektkonsul 152
- Sufenas Verus, Publius, römischer Suffektkonsul 133

### Suff
- Suff Daddy (* 1979), Musikproduzent
- Suff, William Lester (* 1950), US-amerikanischer Serienmörder
- Suffern, Carlos (1901–1991), argentinischer Komponist
- Süffert, Ernst (1863–1933), deutscher Verwaltungsjurist, Präsident der Oberrechnungskammer und des hessischen Verwaltungsgerichtshofs
- Süffert, Fritz (1891–1945), deutscher Zoologe und Lepidopterologe
- Suffert, Oskar (1892–1974), deutscher Philologe, Museumsdirektor und Naturschutzbeauftragter
- Šufflay, Milan von (1879–1931), kroatischer Historiker, Universitätsprofessor und Politiker der Kroatischen Partei des Rechts
- Suffo, Patrick (* 1978), kamerunischer Fußballspieler
- Suffo, Sergio (* 1986), uruguayischer Fußballspieler
- Suffren, Pierre André de (1726–1788), französischer Admiral
- Suffrian, Dorothea (1894–1967), deutsche Malerin und Grafikerin
- Suffrin, Dana von (* 1985), deutsche SchriftstellerinDana von Suffrin (* 1985)

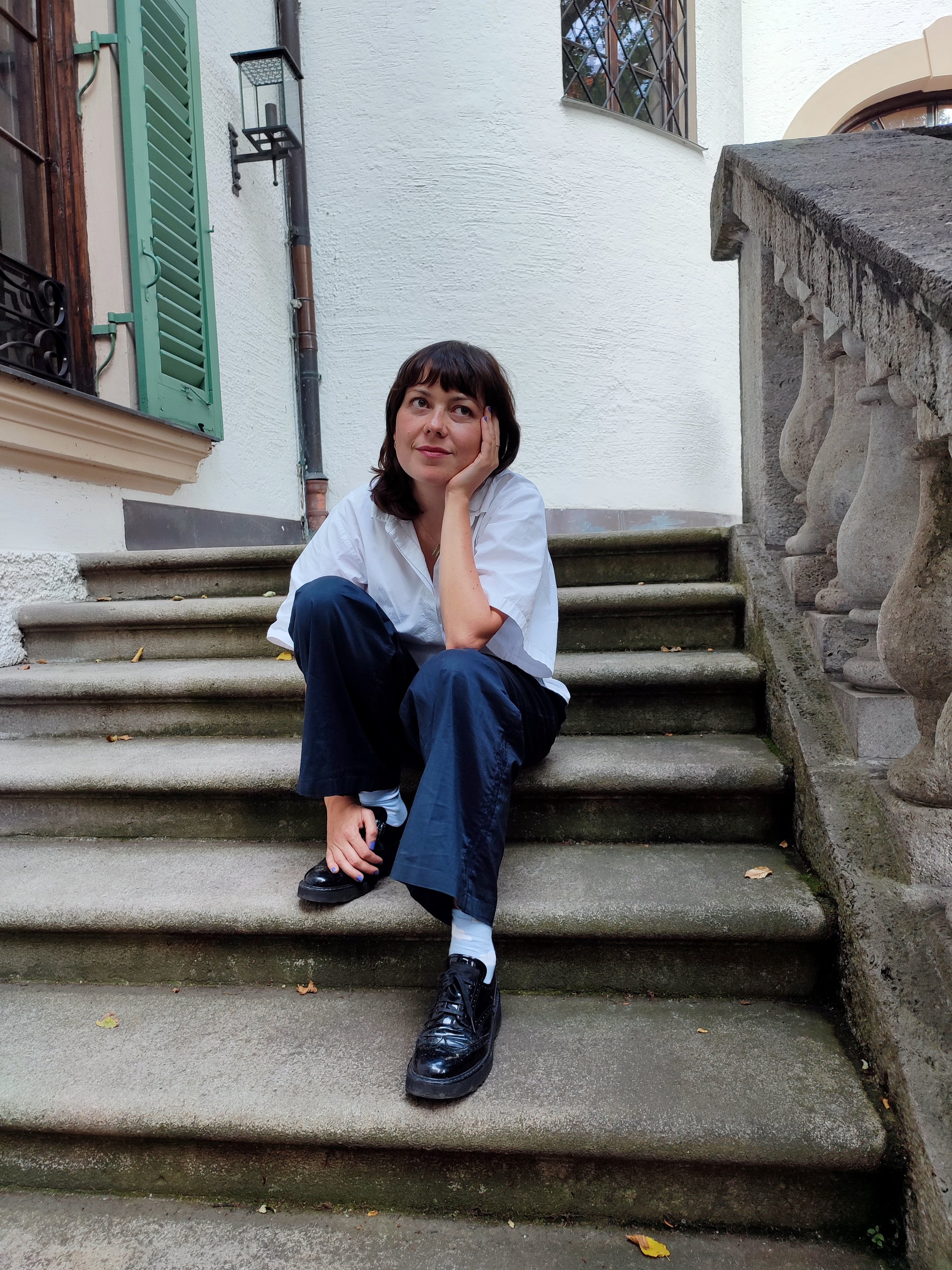
Dana von Suffrin (* 1985)

### Sufi
- Sufi, Abd ar-Rahman as- (903–986), persischer Astronom
- Sufi, Abdalqadir as- (1930–2021), britischer Autor und Gelehrter des Islam
- Sufi, Amir (* 1977), US-amerikanischer Ökonom
- Sufi, Khadra (* 1980), deutsche Moderatorin, Autorin und Modedesignerin

### Sufk
- Sufka, Christina (* 1945), deutsche Schriftstellerin
- Süfke, Björn, deutscher Autor, Psychologe und Psychotherapeut

### Sufy
- Sufyān ibn ʿUyayna (725–811), kufischer Mudschtahid, Hadith-, Koranexegese- und Rechtsgelehrter